# Sugley
Sugley var en civil parish från 1866 till 1935 då den blev en del av Newburn, i grevskapet Northumberland (nu Tyne and Wear), i England. Denna civil parish hade 1 769 invånare år 1931.